# Baronía de Torrellas
La Baronía de Torrellas es un título nobiliario español creado el 28 de septiembre de 1381 por el rey Pedro IV de Aragón a favor de Pedro López de Gurrea y Pérez de Lóriz, noble del reino de Aragón.
La denominación del título se refiere al Señorío de Torrellas, del cual el primer barón era titular. Torrellas se encuentra en la provincia de Zaragoza, y el señorío incluía los vecinos pueblos de Los Fayos y Santa Cruz de Moncayo.
El título fue rehabilitado en 1922 por el rey Alfonso XIII, a favor de María del Perpetuo Socorro Jordán de Urriés y Patiño.

## Barones de Torrellas
|                                 | Titular                                              | Periodo                         |
| Creación por Pedro IV de Aragón | Creación por Pedro IV de Aragón                      | Creación por Pedro IV de Aragón |
| ------------------------------- | ---------------------------------------------------- | ------------------------------- |
| I                               | Pedro López de Gurrea y Pérez de Lóriz               | 1381-                           |
| II                              | Martín de Torrellas                                  |                                 |
| III                             | Pedro de Torrellas                                   |                                 |
| IV                              | Juan de Torrellas                                    |                                 |
| V                               | Catalina de Torrellas                                |                                 |
| VI                              | Juan de Torrellas y Bardají                          |                                 |
| VII                             | Martín de Torrellas                                  |                                 |
| VIII                            | Juan de Torrellas                                    |                                 |
| IX                              | Ana de Torrellas-Bardají y Mendoza                   |                                 |
| X                               | Miguel de Gurrea y Torrellas                         |                                 |
| XI                              | José de Gurrea y Borja                               | ? -1678                         |
| Rehabilitación por Alfonso XIII |                                                      |                                 |
| .                               | María del Perpetuo Socorro Jordán de Urriés y Patiño | 1922-                           |
| .                               | Diego de Corral y Yerro                              | 1992-actual titular             |

## Historia de los barones de Torrellas
- Pedro López de Gurrea y Pérez de Lóriz, I barón de Torrellas. Le sucedió:

- Martín de Torrellas, II barón de Torrellas. Le sucedió:

- Pedro de Torrellas, III barón de Torrellas. Le sucedió:

- Juan de Torrellas, IV barón de Torellas. Le sucedió:

- Catalina de Torrellas, V baronesa de Torrellas. Le sucedió:

- Juan de Torrellas y Bardají, VI barón de Torrellas. Le sucedió:

- Martín de Torrellas, VII barón de Torrellas. Le sucedió:

- Juan de Torrellas, VIII barón de Torrellas. Le sucedió:

- Ana de Torrellas-Bardají y Mendoza, IX baronesa de Torrellas. Le sucedió su hijo:

- Miguel de Gurrea y Torrellas, X barón de Torrellas, IV marqués de Navarrés. Le sucedió su hijo:

- José de Gurrea y Borja, XI barón de Torrellas, V marqués de Navarrés.

Rehabilitado en 1922 por:
- María del Perpetuo Socorro Jordán de Urriés y Patiño (1895), baronesa de Torrellas.

1. Casó con Marcelo de Corral y de Las Bárcenas. Le sucedió, de su hijo Emilio de Corral y Jordán de Urriés (f. en 1982), el hijo de éste, por tanto su nieto:

- Diego de Corral y Yerro (1958), barón de Torrellas.

1. Casó con Ana María Cajigas y García-Inés.